# Rui Lopes
Pour les articles homonymes, voir Lopes.
Rui Lopes, de son nom complet Armando Rui Augusto Lopes, est un footballeur portugais né le 17 mars 1954 à Lisbonne. Il a notamment évolué dans de nombreux clubs portugais de Primeira Liga et Segunda Liga?

## Biographie
Rui Lopes commence sa carrière de footballeur dans le prestigieux club du Benfica, d'abord dans les équipes de jeunes avant de rejoindre les réserves en 1973,.
En 1974, Lopes est recruté par le Olhanense, où il réalise une saison marquante avec 8 buts en 26 matchs. Son passage convaincant lui ouvre les portes du Vitória SC l'année suivante, où il restera pendant deux saisons, inscrivant 22 buts en 45 apparitions.
En 1977, il retourne à Benfica, cette fois en équipe première. Il ne joue que 16 matchs en deux saisons avec les encarnados.
Après son passage au Benfica, Rui Lopes poursuit sa carrière au Marítimo, où il reste deux saisons, contribuant à la stabilité offensive du club avec 5 buts en 36 matchs. Il signe ensuite au FC Penafiel et marque 5 buts en 30 apparitions lors de la saison 1981-1982.
L'année suivante, il rejoint le Vitória Setúbal, où il évolue pendant deux saisons (1982-1984), inscrivant 3 buts en 35 matchs. Son parcours le mène ensuite au SC Farense, avec lequel il réalise une de ses meilleures saisons en marquant 6 buts en 26 matchs lors de la saison 1984-1985.
En 1985, il rejoint l'Estrela Amadora, un club de la périphérie de Lisbonne, où il reste jusqu'en 1988.  Il passe ensuite brièvement par le Sacavenense et termine sa carrière avec le Beneditense en 1991.